# Nicsak, ki vagyok? (első évad)
A Nicsak, ki vagyok? című zenés show-műsor első évadja 2020. február 16-án vette kezdetét a TV2-n. A műsorvezető Till Attila, az 1. csapat tagjai Majka, Judy és Hajós András, a 2. csapat tagjai Ganxsta Zolee, Ábel Anita és Kajdi Csaba voltak.
A premieradás első 35 perce rendhagyó módon szimultán a TV2 Csoport tíz csatornáján (TV2, FEM3, Humor+, Izaura TV, Jocky TV, Mozi+, Moziverzum, Prime, Super TV2, Zenebutik) volt látható, annak érdekében, hogy az új műsor minél több nézőhöz eljuthasson.
A COVID–19 koronavírus-járvány miatt Magyarországon kihirdetett veszélyhelyzet következtetében a március 15-ei 5. adást közönség nélkül rendezték meg, a március 22-ei 6. adás pedig felvételről került adásba, ezért a televíziónézők nem szavazhattak. Ekkor úgy tűnt, hogy bizonytalan időre szünetre vonul a műsor, és majd csak a vírushelyzet után kerül sor az utolsó forduló(k) forgatására. Ennek ellenére, négy héttel később, április 18-án a TV2 bejelentette, hogy a még hátralevő két adást összevonva április 26-án megrendezi a szuperdöntőt. Az első évad utolsó adása felvételről került adásba, szigorú biztonsági és egészségvédelmi intézkedésekkel, csökkentett létszámú stábbal és közönség nélkül rendezték meg.
Az évad hét részes volt, vasárnaponként sugározta a TV2. A döntőre 2020. április 26-án került sor, ahol az első szériát az 1-es csapat nyerte.

## Eredmények
| #  | Maszk          | Versenyző            | Foglalkozás                      | Adások | Adások | Adások | Adások | Adások | Adások | Adások |
| #  | Maszk          | Versenyző            | Foglalkozás                      | 1.     | 2.     | 3.     | 4.     | 5.     | 6.     | 7.     |
| -- | -------------- | -------------------- | -------------------------------- | ------ | ------ | ------ | ------ | ------ | ------ | ------ |
| 1. | Angyal         | Tápai Szabina        | kézilabdázó                      |        |        |        |        |        | ✔      | ♕      |
| 1. | Gésa           | Gáspár Evelin        | valóságshow-szereplő, közgazdász |        |        |        |        | ✔      |        | ♕      |
| 1. | Bika           | Krausz Gábor         | séf                              |        |        |        | ✔      |        |        | ♕      |
| 1. | Virág          | Nagy Adri            | énekesnő, színésznő              |        |        | ✔      |        |        |        | ♕      |
| 1. | Panda Maci     | Malek Andrea         | énekesnő                         |        | ✔      |        |        |        |        | ♕      |
| 1. | Octopuszi      | Dukai Regina         | modell                           | ✔      |        |        |        |        |        | ♕      |
| 2. | Béka           | Jakupcsek Gabriella  | műsorvezető                      |        |        |        |        |        | ✖      | ✖      |
| 2. | Róka           | Steiner Kristóf      | színész, műsorvezető             |        |        |        |        | ✖      | ✖      | ✖      |
| 2. | Elefánt        | Pély Barna           | énekes                           |        |        |        | ✖      | ✖      | ✖      | ✖      |
| 2. | Gladiátor      | Bereczki Zoltán      | színész, énekes                  |        |        | ✖      | ✖      | ✖      | ✖      | ✖      |
| 2. | Oroszlán       | Shane Tusup          | úszóedző                         |        | ✖      | ✖      | ✖      | ✖      | ✖      | ✖      |
| 2. | Szőrmók        | Vajna Tímea          | modell                           | ✖      | ✖      | ✖      | ✖      | ✖      | ✖      | ✖      |
| 3. | Farkas Piroska | Ambrus Attila        | keramikus, volt bankrabló        |        |        |        |        |        | ✖      | ✖      |
| 3. | Múmia          | Feng Ya Ou           | énekes                           |        |        |        |        | ✖      | ✖      | ✖      |
| 3. | Bohóc          | Völgyi Zsuzsi        | énekesnő                         |        |        |        | ✖      | ✖      | ✖      | ✖      |
| 3. | Popcorn        | Köllő Babett         | színésznő                        |        |        | ✖      | ✖      | ✖      | ✖      | ✖      |
| 3. | Ördög          | Curtis               | rapper                           |        | ✖      | ✖      | ✖      | ✖      | ✖      | ✖      |
| 3. | Asztronauta    | Jolly                | énekes                           | ✖      | ✖      | ✖      | ✖      | ✖      | ✖      | ✖      |
| 4. | Tökfej         | Király Viktor        | énekes                           |        |        |        |        |        | ✖      | ✖      |
| 4. | Szfinx         | Fodor Zsóka          | színésznő                        |        |        |        |        | ✖      | ✖      | ✖      |
| 4. | Szívkirálynő   | Ördög Nóra           | műsorvezető                      |        |        |        | ✖      | ✖      | ✖      | ✖      |
| 4. | Busóman        | Csollány Szilveszter | tornász                          |        |        | ✖      | ✖      | ✖      | ✖      | ✖      |
| 4. | Pillangó       | Bíró Ica             | modell                           |        | ✖      | ✖      | ✖      | ✖      | ✖      | ✖      |
| 4. | Bagoly         | Szőke Zoltán         | színész                          | ✖      | ✖      | ✖      | ✖      | ✖      | ✖      | ✖      |

## Adások

### 1. adás (február 16.)
| #      | Maszk       | Dal                                      | Találat    | Találat      | Személyazonosság | Eredmény     |
| #      | Maszk       | Dal                                      | 1. csapat  | 2. csapat    | Személyazonosság | Eredmény     |
| 1. kör | 1. kör      | 1. kör                                   | 1. kör     | 1. kör       | 1. kör           | 1. kör       |
| ------ | ----------- | ---------------------------------------- | ---------- | ------------ | ---------------- | ------------ |
| 1      | Bagoly      | "Du hast" (Rammstein)                    | ✘          | ✘            | Szőke Zoltán     | Kiesett      |
| 2      | Asztronauta | "24K Magic" (Bruno Mars)                 |            |              | nem ismert       | Továbbjutott |
| 3      | Szőrmók     | "Baby Shark" (gyermek dal)               | nem ismert | Továbbjutott |                  |              |
| 4      | Octopuszi   | "Caruso" (Lara Fabian)                   | nem ismert | Továbbjutott |                  |              |
| 2. kör |             |                                          |            |              |                  |              |
| 5      | Szőrmók     | "Born in the U.S.A." (Bruce Springsteen) |            |              | nem ismert       | Továbbjutott |
| 6      | Octopuszi   | "Crazy" (Gnarls Barkley)                 | nem ismert | Továbbjutott |                  |              |
| 7      | Asztronauta | "Könnyű álmot hozzon az éj" (Charlie)    | ✘          | ✘            | Jolly            | Kiesett      |
| 3. kör |             |                                          |            |              |                  |              |
| 8      | Szőrmók     | "Szeresd a testem" (Baby Sisters)        | ✘          | ✔            | Vajna Tímea      | Kiesett      |
| 9      | Octopuszi   | "Chandelier" (Sia)                       |            |              | nem ismert       | Továbbjutott |

### 2. adás (február 23.)
| #      | Maszk      | Dal                                          | Találat    | Találat      | Személyazonosság | Eredmény     |
| #      | Maszk      | Dal                                          | 1. csapat  | 2. csapat    | Személyazonosság | Eredmény     |
| 1. kör | 1. kör     | 1. kör                                       | 1. kör     | 1. kör       | 1. kör           | 1. kör       |
| ------ | ---------- | -------------------------------------------- | ---------- | ------------ | ---------------- | ------------ |
| 1      | Oroszlán   | "Can't Feel My Face" (The Weeknd)            |            |              | nem ismert       | Továbbjutott |
| 2      | Panda Maci | "Heal the World" (Michael Jackson)           | nem ismert | Továbbjutott |                  |              |
| 3      | Ördög      | "Mundian To Bach Ke" (Panjabi MC)            | nem ismert | Továbbjutott |                  |              |
| 4      | Pillangó   | "Zombie" (The Cranberries)                   | ✘          | ✘            | Bíró Ica         | Kiesett      |
| 2. kör |            |                                              |            |              |                  |              |
| 5      | Panda Maci | "Roar" (Katy Perry)                          |            |              | nem ismert       | Továbbjutott |
| 6      | Ördög      | "Night Fever" (Bee Gees)                     | ✔          | ✘            | Curtis           | Kiesett      |
| 7      | Oroszlán   | "Can You Feel the Love Tonight" (Elton John) |            |              | nem ismert       | Továbbjutott |
| 3. kör |            |                                              |            |              |                  |              |
| 8      | Panda Maci | "Kung Fu Fighting" (Carl Douglas)            |            |              | nem ismert       | Továbbjutott |
| 9      | Oroszlán   | "I Want It That Way" (Backstreet Boys)       | ✘          | ✘            | Shane Tusup      | Kiesett      |

### 3. adás (március 1.)
| #      | Maszk     | Dal                                             | Találat    | Találat      | Személyazonosság     | Eredmény     |
| #      | Maszk     | Dal                                             | 1. csapat  | 2. csapat    | Személyazonosság     | Eredmény     |
| 1. kör | 1. kör    | 1. kör                                          | 1. kör     | 1. kör       | 1. kör               | 1. kör       |
| ------ | --------- | ----------------------------------------------- | ---------- | ------------ | -------------------- | ------------ |
| 1      | Busóman   | "Honky Tonk Woman" (Z’Zi Labor)                 | ✔          | ✘            | Csollány Szilveszter | Kiesett      |
| 2      | Popcorn   | "Sweet Dreams (Are Made of This)" (Eurythmics)  |            |              | nem ismert           | Továbbjutott |
| 3      | Gladiátor | "Dance Monkey" (Tones and I)                    | nem ismert | Továbbjutott |                      |              |
| 4      | Virág     | "Dolly Song (Ievan Polkka)" (Holly Dolly)       | nem ismert | Továbbjutott |                      |              |
| 2. kör |           |                                                 |            |              |                      |              |
| 5      | Gladiátor | "Bad Guy" (Billie Eilish)                       |            |              | nem ismert           | Továbbjutott |
| 6      | Popcorn   | "Starships" (Nicki Minaj)                       | ✘          | ✘            | Köllő Babett         | Kiesett      |
| 7      | Virág     | "Casanova" (Zoltán Erika)                       |            |              | nem ismert           | Továbbjutott |
| 3. kör |           |                                                 |            |              |                      |              |
| 8      | Virág     | "Kiss From a Rose" (Seal)                       |            |              | nem ismert           | Továbbjutott |
| 9      | Gladiátor | "The Most Beautiful Girl in the World" (Prince) | ✘          | ✘            | Bereczki Zoltán      | Kiesett      |

### 4. adás (március 8.)
| #      | Maszk        | Dal                                                      | Találat    | Találat      | Személyazonosság | Eredmény     |
| #      | Maszk        | Dal                                                      | 1. csapat  | 2. csapat    | Személyazonosság | Eredmény     |
| 1. kör | 1. kör       | 1. kör                                                   | 1. kör     | 1. kör       | 1. kör           | 1. kör       |
| ------ | ------------ | -------------------------------------------------------- | ---------- | ------------ | ---------------- | ------------ |
| 1      | Elefánt      | "Freestyler" (Bomfunk MC's)                              |            |              | nem ismert       | Továbbjutott |
| 2      | Szívkirálynő | "Jackie Chan" (Tiësto & Dzeko ft. Preme & Post Malone)   | ✘          | ✘            | Ördög Nóra       | Kiesett      |
| 3      | Bohóc        | "Cuban Pete" (Desi Arnaz)                                |            |              | nem ismert       | Továbbjutott |
| 4      | Bika         | "Bulibáró" (Pixa feat. Kis Grófo)                        | nem ismert | Továbbjutott |                  |              |
| 2. kör |              |                                                          |            |              |                  |              |
| 5      | Bohóc        | "Bang Bang" (Ariana Grande, Nicki Minaj, Jessie J)       | ✘          | ✘            | Völgyi Zsuzsi    | Kiesett      |
| 6      | Bika         | "Szerelmes vagyok" (Bëlga)                               |            |              | nem ismert       | Továbbjutott |
| 7      | Elefánt      | "Party Rock Anthem" (LMFAO ft. Lauren Bennett, GoonRock) | nem ismert | Továbbjutott |                  |              |
| 3. kör |              |                                                          |            |              |                  |              |
| 8      | Bika         | "Tubthumping" (Chumbawamba)                              |            |              | nem ismert       | Továbbjutott |
| 9      | Elefánt      | "Whataya Want from Me" (Adam Lambert)                    | ✘          | ✘            | Pély Barna       | Kiesett      |

### 5. adás (március 15.)
| #      | Maszk  | Dal                                                      | Találat    | Találat      | Személyazonosság | Eredmény     |
| #      | Maszk  | Dal                                                      | 1. csapat  | 2. csapat    | Személyazonosság | Eredmény     |
| 1. kör | 1. kör | 1. kör                                                   | 1. kör     | 1. kör       | 1. kör           | 1. kör       |
| ------ | ------ | -------------------------------------------------------- | ---------- | ------------ | ---------------- | ------------ |
| 1      | Róka   | "The Fox (What Does the Fox Say?)" (Ylvis)               |            |              | nem ismert       | Továbbjutott |
| 2      | Szfinx | "Azok a boldog szép napok" (Beatrice)                    | ✔          | ✔            | Fodor Zsóka      | Kiesett      |
| 3      | Múmia  | "Smooth Criminal" (Michael Jackson)                      |            |              | nem ismert       | Továbbjutott |
| 4      | Gésa   | "Sympathique (Je ne veux pas travailler)" (Pink Martini) | nem ismert | Továbbjutott |                  |              |
| 2. kör |        |                                                          |            |              |                  |              |
| 5      | Gésa   | "Side to Side" (Ariana Grande feat. Nicki Minaj)         |            |              | nem ismert       | Továbbjutott |
| 6      | Múmia  | "Despacito" (Luis Fonsi feat. Daddy Yankee)              | ✘          | ✘            | Feng Ya Ou       | Kiesett      |
| 7      | Róka   | "The Lion Sleeps Tonight" (The Tokens)                   |            |              | nem ismert       | Továbbjutott |
| 3. kör |        |                                                          |            |              |                  |              |
| 8      | Róka   | "Şımarık" (Tarkan)                                       | ✔          | ✘            | Steiner Kristóf  | Kiesett      |
| 9      | Gésa   | "Loco Contigo" (DJ Snake, J. Balvin, Tyga)               |            |              | nem ismert       | Továbbjutott |

### 6. adás (március 22.)
| #      | Maszk          | Dal                                                  | Találat    | Találat      | Személyazonosság    | Eredmény     |
| #      | Maszk          | Dal                                                  | 1. csapat  | 2. csapat    | Személyazonosság    | Eredmény     |
| 1. kör | 1. kör         | 1. kör                                               | 1. kör     | 1. kör       | 1. kör              | 1. kör       |
| ------ | -------------- | ---------------------------------------------------- | ---------- | ------------ | ------------------- | ------------ |
| 1      | Angyal         | "It’s Raining Men" (Geri Halliwell)                  |            |              | nem ismert          | Továbbjutott |
| 2      | Béka           | "Gangnam Style" (Psy)                                | nem ismert | Továbbjutott |                     |              |
| 3      | Farkas Piroska | "Cotton Eye Joe" (Rednex)                            | nem ismert | Továbbjutott |                     |              |
| 4      | Tökfej         | "Riszálom úgyis, úgyis" (Madagaszkár)                | ✔          | ✘            | Király Viktor       | Kiesett      |
| 2. kör |                |                                                      |            |              |                     |              |
| 5      | Béka           | "A szex vajon mi?" (Pain)                            |            |              | nem ismert          | Továbbjutott |
| 6      | Farkas Piroska | "Pocsolyába léptem" (Takáts Tamás)                   | ✘          | ✘            | Ambrus Attila       | Kiesett      |
| 7      | Angyal         | "Egy új élmény" (Aladdin)                            |            |              | nem ismert          | Továbbjutott |
| 3. kör |                |                                                      |            |              |                     |              |
| 8      | Béka           | "Mindenki táncol /90‘/" (Majka)                      | ✘          | ✘            | Jakupcsek Gabriella | Kiesett      |
| 9      | Angyal         | "Júlia nem akar a földön járni" (Napoleon Boulevard) |            |              | nem ismert          | Továbbjutott |

### 7. adás: szuperdöntő (április 26.)
- Közös produkció: "Amikor feladnád" (Halott Pénz)

| # | Maszk      | Dal                                      | Találat   | Találat   | Személyazonosság |
| # | Maszk      | Dal                                      | 1. csapat | 2. csapat | Személyazonosság |
| - | ---------- | ---------------------------------------- | --------- | --------- | ---------------- |
| 1 | Panda Maci | "Rock Me Amadeus" (Falco)                | ✔         | ✘         | Malek Andrea     |
| 2 | Angyal     | "Sweet Child o’ Mine" (Guns N’ Roses)    | ✘         | ✔         | Tápai Szabina    |
| 3 | Gésa       | "Happy" (Pharrell Williams)              | ✔         | ✘         | Gáspár Evelin    |
| 4 | Octopuszi  | "Muro Shávo" (Ternipe)                   | ✔         | ✔         | Dukai Regina     |
| 5 | Virág      | "Oops!… I Did It Again" (Britney Spears) | ✘         | ✔         | Nagy Adri        |
| 6 | Bika       | "Doo Wah Diddy Diddy" (Manfred Mann)     | ✔         | ✘         | Krausz Gábor     |

A műsort Majka, Judy és Hajós András csapata nyerte 9:5-ös eredménnyel.

## Nézettség
A +4-es adatok a teljes lakosságra, a 18–59-es adatok a célközönségre vonatkoznak. A táblázat csak a TV2 által főműsoridőben sugárzott adások adatait mutatja.
| Adás | Dátum             | Idősáv         | Teljes lakosság (+4) | Teljes lakosság (+4) | Teljes lakosság (+4) | Célközönség (18–59) | Célközönség (18–59) | Célközönség (18–59) | Forrás |
| Adás | Dátum             | Idősáv         | AMR (fő)             | SHR (%)              | Heti helyezés        | AMR (fő)            | SHR (%)             | Heti helyezés       | Forrás |
| ---- | ----------------- | -------------- | -------------------- | -------------------- | -------------------- | ------------------- | ------------------- | ------------------- | ------ |
| 1.   | 2020. február 16. | vasárnap 18:50 | 839 765              | 19,5                 | 4.                   | 440 887             | 18,6                | 3.                  | [ 9 ]  |
| 2.   | 2020. február 23. | vasárnap 18:50 | 896 931              | 20,5                 | 4.                   | 473 762             | 20,2                | 3.                  | [ 10 ] |
| 3.   | 2020. március 1.  | vasárnap 18:50 | 834 147              | 18,5                 | 6.                   | 441 857             | 17,9                | 4.                  | [ 11 ] |
| 4.   | 2020. március 8.  | vasárnap 18:50 | 762 955              | 17,7                 | 8.                   | 385 439             | 16,4                | 6.                  | [ 12 ] |
| 5.   | 2020. március 15. | vasárnap 18:50 | 893 326              | 20,1                 | 5.                   | 483 108             | 19,7                | 5.                  | [ 13 ] |
| 6.   | 2020. március 22. | vasárnap 18:50 | 833 075              | 17,9                 | 9.                   | 441 908             | 17,0                | 7.                  | [ 14 ] |
| 7.   | 2020. április 26. | vasárnap 18:50 | 1 015 548            | 23,0                 | 1.                   | 506 415             | 22,0                | 1.                  | [ 15 ] |